# 聖拉斐爾奧瓦拉胡埃洛
聖拉斐爾奧瓦拉胡埃洛（西班牙語：San Rafael Obrajuelo），是薩爾瓦多的城鎮，位於該國南部，由拉巴斯省負責管轄，面積11.01平方公里，海拔高度115米，2007年人口9,820，人口密度每平方公里891.92人。
13°30′N 88°56′W / 13.500°N 88.933°W